# Marathon van Dubai 2003
De marathon van Dubai 2003 vond plaats op vrijdag 10 januari 2003. Dit was de vierde editie van het jaarlijkse evenement dat werd gesponsord door Samsung. 
De wedstrijd bij de mannen werd gewonnen door de Keniaan Joseph Kahugu in 2:09.33, die Asfaw Melese met ruim een minuut versloeg. Bij de vrouwen snelde de Russin Irina Permitina in 2:36.26 naar de overwinning. Zij was hiermee tien seconden sneller dan de als tweede finishende Ethiopische Leila Aman.

## Uitslagen

### Mannen
| rang   | naam               | land | tijd    |
| ------ | ------------------ | ---- | ------- |
| Goud   | Joseph Kahugu      | KEN  | 2:09.33 |
| Zilver | Gashaw Asfaw       | ETH  | 2:10.40 |
| Brons  | Habtamu Bekele     | ETH  | 2:11.02 |
| 4      | Hosea Kiptanui     | KEN  | 2:13.30 |
| 5      | Abraham Assefa     | ETH  | 2:14.57 |
| 6      | Fekadu Degefu      | ETH  | 2:15.00 |
| 7      | Patrick Chumba     | KEN  | 2:15.01 |
| 8      | Eliud Kering       | KEN  | 2:15.34 |
| 9      | Bedaso Turbe       | ETH  | 2:18.02 |
| 10     | Wilson Kibet       | KEN  | 2:18.26 |
| 11     | John Kipngeno      | KEN  | 2:19.01 |
| 12     | Artur-Ianos Miklos | ROU  | 2:25.42 |
| 13     | Abebe Mekonnen     | ETH  | 2:33.38 |

### Vrouwen
| rang   | naam             | land | tijd    |
| ------ | ---------------- | ---- | ------- |
| Goud   | Irina Permitina  | RUS  | 2:36.26 |
| Zilver | Leila Aman       | ETH  | 2:36.36 |
| Brons  | Alla Zhilyayeva  | RUS  | 2:37.00 |
| 4      | Sissay Measso    | ETH  | 2:41.20 |
| 5      | Jiringo Getachew | ETH  | 2:42.32 |
| 6      | Pauline Mulroy   | GBR  | 3:15.22 |
| 7      | Solveig Gyslan   | NOR  | 3:18.49 |
| 8      | Nicole Morgan    | GBR  | 3:28.12 |
| 9      | Jet Jon Shepherd | SGP  | 3:29.15 |
| 10     | Nikky Huradive   | GBR  | 3:30.26 |

2000 ·
2001 ·
2002 ·
2003 ·
2004 ·
2005 ·
2006 ·
2007 ·
2008 ·
2009 ·
2010 ·
2011 ·
2012 ·
2013 · 
2014 · 
2015 ·
2016 ·
2017